# Lindapecten lindae
Lindapecten lindae är en musselart som beskrevs av Edward James Petuch 1995. Lindapecten lindae ingår i släktet Lindapecten och familjen kammusslor. Inga underarter finns listade i Catalogue of Life.

Höger klaff
Vänster klaff